# Васильченко Олексій Олександрович
Олексій Олександрович Васильченко (рос. Алексей Александрович Васильченко; 29 березня 1981, м. Усть-Каменогорськ, СРСР) — казахський хокеїст, захисник. Виступає за клуб «Трактор» (Челябінськ) у Континентальній хокейній лізі.
Вихованець хокейної школи «Торпедо» (Усть-Каменогорськ). Виступав за «Торпедо» (Усть-Каменогорськ), «Спартак» (Москва), «Хімік» (Воскресенськ), «Салават Юлаєв» (Уфа), «Нафтохімік» (Нижньокамськ), ЦСКА (Москва), ХК МВД, «Барис» (Астана), «Югра».
У складі національної збірної Казахстану учасник зимових Олімпійських ігор 2006, учасник чемпіонатів світу 2001 (дивізіон I), 2002 (дивізіон I), 2005, 2010 і 2011 (дивізіон I). У складі молодіжної збірної Казахстану учасник чемпіонатів світу 2000 і 2001. У складі юніорської збірної Казахстану учасник чемпіонату Європи 1999 (дивізіон I).
Досягнення
- Переможець зимових Азійських ігор (2011)
- Чемпіон Казахстану (2001).